# Богонадахнутост
Богонадахнутост (инспирација: - in + spiro - in + spiratio надахнуће, Божије саопштавање, објављивање; гр. Θεοπνευστος - инспирација списа Светога Писма као целине) је учење откривено у апостолској традицији: „Све је Писмо богонадахнуто и корисно за учење, за карање, за исправљање, за васпитавање у праведности“ (2. Тим. 3,16).
Богонадахнутост је непосредно делање Духа Светога, којим библијски писац постаје кадар да прими, тачно искаже и напише учења вере и морала, које чине садржај божанског Откривења, штитећи га од погрешака. У том делу учествује а) божански чинилац, то јест Дух Свети, који саопштава садржај Откривења и штити писца од грешења, и б) људски чинилац, свети писац, агиограф, који саопштава тај садржај људским изразима и речима. Црква, као „стуб и тврђава истине“ (1. Тим. 3,16), пренела је преко Предања канон Светога Писма, канон Септуагинте за Стари завет и канон апостолских списа за Нови завет. Ако инспирација (богонадахнутост) канонских књига јесте учење које је откривено чак у Светоме Писму, број канонских књига Црква је одредила преко Предања. Свети Кирило Јерусалимски вели: „Научи од Цркве, са ревношћу, које су књиге Старога и Новога Завета“. (Катихеза IV, 33). Свакако, Дух Свети је тај који садржају библијских књига даје божански ауторитет. У ствари, Црква у садржају ових књига препознаје реч Божију која јој се поверила преко Апостола. Црква је одабрала библијски канон по руковођену Светога Духа, а Нови завет даје потврде о способности Цркве да остане верна том руковођењу (1. Тим. 3,15).